# Петар Максимовић (музичар)
Петар Пера Максимовић био је југословенски и српски музичар, аранжер, композитор и сниматељ.

## Биографија
Гитару је почео свирати са непуних 12 година, почетком 1968. године у Бањој Луци, с обзиром да је породица у то време живела у том граду. После катастрофалног земљотреса који је погодио тај град 27.10.1969. године, породица се сели на кратко у Сарајево, па опет за Светозарево – 1969. године. У Београду завршава Гимназију и две године Машинског факултета где се среће са доста познатих музичара. Са некима од њих и наступа по клубовима. По завршетку друге године факултета, одлази за САД где такође упознаје доста значајних музичара и са некима од њих повремено свира по тамношњим клубовима. Враћа се у Југославију 1978. године у родни град, а убрзо  одлази на одслужење војног рока априла 1979. године. 
По изласку из ЈНА, априла 1980. године, улази у групу Wеst као стални басиста. Група је трајала до јула 1981. године, док  у септембру исте године оформљује група Метро са хард рок оријентацијом чији инструментални део чине музичари из претходне групе Wеst , али са новим певачем Бранком Савићем из Параћина. 
Од лета 1983. године, оснива фолк бенд Љуте Папричице, када почиње и његов композиторски рад у области домаће фолк музике. Од почетка ратних збивања на простору бивше СФРЈ, у јесен 1991. године почиње да свира у иностранству, највише у Швајцарској у којој (поред осталих занимања) почиње да ради и у њиховом државном студију као сниматељ, а касније и као продуцент и аранжер. На основу стеченог знања у студију, враћа се у Јагодину – 1994. године и почетком 1995. отвара свој студио Мах, када и добија надимак Пера Мах. Упоредо са радом у студију поново креће у сарадњу са домаћим фолк звездама у области компоновања, аранжерства и живих наступа. 
У јануару 2010. накратко поново ради у групи Метро са којом снима нумеру Она је као звер. За исти бенд ради ЦД ремастер њиховог првог албума Чупаве главе октобра 2013. год. 
Преминуо је 19. јуна 2014. године у Јагодини после дуже и тешке болести.

## Инструменти
Бас гитаре:
- ’69. Fender Jazz Bass F series,
- Hondo II Bass,
- Westbury,
- Marathon,
- Tune,
- Warvick,
- Ken Rose;

појачала:
- Peavey Mark IV 400 w 2 x 15 ’’ Celection Speakers,
- Acoustic,
- SWR,
- Nemesis,
- Yamaha,
- Trace Elliot i dr.